# 咸旬高速公路
咸阳至旬邑高速公路，简称咸旬高速，是国家高速公路网银川至百色高速公路（G69）的重要路段之一，也是陕西省“2367”高速公路网中6条辐射线之一“西旬线”的组成部分，为关中－天水经济区的重大基础设施项目。起于咸阳市秦都区的马庄互通式立交，与福州至银川高速公路（G70）相接，穿越咸阳市南、中、北三大产业带，途经秦都区、渭城区、礼泉县、泾阳县、淳化县、旬邑县的21个乡镇，跨越6条主要河流，连接6条主要公路，止于旬邑县赤道乡，与湫坡头至旬邑高速公路和省道S306相接，全长93.552公里。于2008年12月28日开工建设，2014年12月3日正式通车。

## 工程规模
全线共设7处互通式立交，1处服务区（淳化），2处停车区，8处收费站（咸阳北、桥底、兴隆、淳化南、淳化北、十里源、土桥和旬邑），1处监控分中心。马庄镇至口镇段设计速度100公里/小时，六车道高速公路标准，路基宽度26米；口镇至赤道段设计速度80公里/小时，路基宽度24.5米。全线共建设16条隧道，44座桥梁。

### 三水河大桥
是咸旬高速控制性工程，14号主墩高达183米，为亚洲同类桥梁中最高，相当于60层楼的高度，被誉为“亚洲第一高墩”。

## 收费标准
依据陕西省交通运输厅、陕西省物价局核定的《联网高速公路收费费额标准》，按照0.6元/公里的标准收费，七座及以下小型车通行全程的通行费为55元，另有10元的三水河特大桥通行费暂不收取，待银百高速甘肃段通车后另行核算。